# Лу Юнсян (военный губернатор)
Лу Юнсян, (кит. упр. 盧永祥, пиньинь Lu Yongxiang, 22 октября 1867 — 15 мая 1933) — китайский милитарист, принадлежавший Аньхойской клике, военный губернатор провинций Чжэцзян (1919—1924 гг.), Чжили (1924) и Цзянсу (1925).
Родился в китайской провинции Шаньдун. Поступил в императорскую Хуайскую армию в 1890 году, а 1895 присоединился к Бэйянским милитаристам и быстро дослужился до командира бригады.
После свержения цинской династии Лу был назначен командующим Десятой дивизией, расквартированной в провинции Чжэцзян. Присоединившись к Дуань Цижую и Аньхойской клике, Лу стал военным губернатором этой провинции (с 14 августа 1919 года). Его правление продолжалось до 7 сентября 1924 года, когда военный губернатор провинции Цзянсу Ци Сеюань и его союзник Сунь Чуаньфан взяли под контроль Шанхай. 13 октября 1924 года Лу сбежал в Нагасаки.
11 ноября 1924 года в Пекине произошел государственный переворот и Дуань Цижуй назначил Лу военным губернатором провинции Чжили. Через месяц его сместили, но Лу присоединился к Фэнтяньской клике милитаристов, которая под предводительством Чжан Цзунчана заняла Шанхай и 16 января 1925 года перешел на пост военного губернатора Цзянсу. Армия Чжан Цзолиня вторглась в провинцию, и 5 августа 1925 года Лу был смещен с должности. Когда Сунь Чуаньфан завоевал Цзянсу и выгнал Чжан Цзунчана, Лу сбежал в Тяньцзинь, где и жил до своей смерти в 1933 году.

## Художественная литература
Лу Юнсян упоминается в романе Эльвиры Барякиной «Белый Шанхай», издательство «Рипол-Классик», 2010 г., ISBN 978-5-386-02069-9